# Hans Richter (voetballer)
Hans Richter (Olbernhau, 14 september 1959 – 25 maart 2023) was een voetballer uit Oost-Duitsland, die speelde als aanvaller. Hij kwam onder meer uit voor FC Karl-Marx-Stadt en Lokomotive Leipzig, en stapte later het trainersvak in.

## Clubcarrière
Hij speelde mee in de finale van de strijd om Europacup II (1987), waarin Lokomotive Leipzig met 1-0 verloor van AFC Ajax door een treffer van Marco van Basten.

## Interlandcarrière
Richter kwam in totaal 15 keer (4 doelpunten) uit voor de nationale ploeg van Oost-Duitsland in de periode 1982–1987. Onder leiding van bondscoach Rudolf Krause maakte hij zijn debuut op 17 november 1982 in de vriendschappelijke wedstrijd tegen Roemenië (4-1) in Karl-Marx-Stadt.

## Erelijst
Lokomotive Leipzig
- Oost-Duitse beker

1986, 1987